# Everhard von Volmarstein
Everhard von Volmarstein (auch Volmestein) (* im 13. Jahrhundert; † im 14. Jahrhundert) war Domherr in Osnabrück und Münster.

## Leben

### Herkunft und Familie
Everhard von Volmarstein entstammte dem rheinischen Adelsgeschlecht Volmestein und war der Sohn des Heinrich von Volmarstein  und dessen Gemahlin Sophia von Isenburg-Limburg, Tochter des Grafen Friedrich von Isenberg, der im Jahre 1226 wegen der Ermordung des Kölner Erzbischofs Engelbert von Berg hingerichtet wurde.

### Wirken
Erstmals am 10. Mai 1267 findet Everhard als Domherr zu Osnabrück urkundliche Erwähnung. Als münsterischer Domherr ist er am 29. Mai 1273 an 14. Stelle unter 20 Domherren dokumentiert.
Er behielt diese Präbenden bis 1305 und war außerdem im Besitze des Archidiakonats Dissen.
Die Quellenlage gibt über seinen weiteren Lebensweg keinen Aufschluss.